# IC 1747
IC 1747 ist ein planetarischer Nebel im Sternbild Kassiopeia. Das Objekt wurde im Jahre 1905 von Williamina Fleming entdeckt.